# Moissanita
La moissanita es un mineral del grupo IB (semimetales y no metales), según la clasificación de Strunz. Originalmente referido a un mineral raro descubierto por Henri Moissan, tiene por fórmula química SiC, y varios polimorfos. Anteriormente, este material había sido sintetizado en el laboratorio y fue denominado carburo de silicio.

## Historia
El mineral moissanita fue descubierto por Henri Moissan mientras examinaba muestras de rocas de un cráter de meteorito ubicado en el Cañón del Diablo, Arizona, en 1893. En un principio, identificó erróneamente los cristales como diamantes, pero en 1904 los identificó como carburo de silicio (SiC). Posteriormente, la forma mineral del carburo de silicio fue denominado moissanita en honor a Moissan. El descubrimiento en el meteorito del Cañón del Diablo y otros lugares fue considerado por un largo tiempo como contaminación por carborundo de las herramientas abrasivas humanas.

## Abundancia geológica
La moissanita, en su forma natural, es muy rara. Sólo se ha encontrado en unos pocos lugares en rocas del manto y en meteoritos. Los descubrimientos han mostrado que la moissanita está presente naturalmente como inclusiones en los diamantes, xenolitos, y en rocas ultramáficas, como la kimberlita y la lamproíta. También ha sido identificada en meteoritos de condrita carbonácea como granos presolares.
Hasta la década de 1950 no se había encontrado otra fuente natural, además de los meteoritos. Posteriormente, se encontró moissanita como inclusión en kimberlita de una mina de diamante en Yakutia en 1959, y en la Green River Formation, en Wyoming, en 1958. La existencia de moissanita en la naturaleza fue cuestionada incluso en 1986 por Charles Milton, un geólogo americano.

## En meteoritos
El análisis de los granos de SiC encontrados en el meteorito de condrita carbonácea de Murchison ha revelado razones isotópicas anómalas de carbono y silicio, indicando un origen fuera del sistema solar. El 99% de estos granos de SiC se originaron de estrellas de la rama asintótica gigante, ricas en carbono. El SiC se encuentra comúnmente en estas estrellas, como se puede deducir de su espectro infrarrojo.

## Composición
Todas las aplicaciones del carburo de silicio usan material sintético, y no moissanita, puesto que el material natural es increíblemente escaso. El carburo de silicio fue sintetizado por primera vez por Jöns Jacob Berzelius, quien es conocido por su descubrimiento del silicio.  Años más tarde, Acheson produjo minerales viables que podían sustituir al diamante como material abrasivo y de corte. Esto fue posible dado que la moissanita es una de las sustancias más duras conocidas, con una dureza inferior a la del diamante, pero comparable con la del nitruro de boro cúbico y el boro. Como la moissanita natural es tan rara, la única versión comercialmente viable de la moissanita es la producida en laboratorio. Más recientemente, se ha preparado moissanita sintética pura por descomposición térmica del polímero precerámico poli(metilsilino), que no requiere una matriz de unión.

## Propiedades físicas
La estructura cristalina se mantiene unida por enlaces covalentes fuertes, similar a los diamantes, que le permite a la moissanita soportar altas presiones de hasta 52.1 GPa. Los colores varían ampliamente, y están graduados en el rango I-J-K en la escala de graduación de color del diamante.

## Aplicaciones
La moissanita tiene muchas aplicaciones, que van desde su uso tradicional en joyería como una gema simulante de diamante a experimentos y usos en los que su dureza y su resistencia a las altas presiones (como en la celda de diamante) la convierten en una buena alternativa al diamante. Los diamantes grandes, usados para tales equipos, son prohibitivamente caros. En consecuencia, para experimentos con volúmenes grandes, la moissanita, mucho más barata, es una elección más realista. La moissanita sintética es también interesante para aplicaciones electrónicas y térmicas, debido a su elevada conductividad térmica, similar, de nuevo, a la de los diamantes. Se espera que los dispositivos electrónicos de alto poder que utilicen carburo de silicio jueguen un rol vital en el diseño de circuitos de protección para motores, actuadores, y sistemas de almacenamiento de energía o de energía pulsante.